# Geraldine Chaplin
Geraldine Leigh Chaplin (Santa Monica, 31 juli 1944) is een Amerikaans actrice. Zij werd zowel in 1966 (voor Doctor Zhivago), 1976 (voor Nashville ) als in 1993 (voor Chaplin) genomineerd voor een Golden Globe. Meer dan twintig andere acteerprijzen werden haar daadwerkelijk toegekend, waaronder een Goya Award voor het Spaans-Argentijnse En la ciudad sin límites. 
Chaplin is de oudste van acht kinderen die acteur en komiek Charlie Chaplin kreeg met zijn vierde en laatste echtgenote Oona O'Neill. In de film Chaplin speelde ze de moeder van haar eigen vader.
Ze trouwde in 2006 met de Chileense filmmaker Patricio Castilla, met wie zij reeds decennialang een relatie had. Uit deze relatie werd in 1986 hun dochter Oona Chaplin geboren. Eerder, in 1974, kreeg zij een zoon, Shane Saura Chaplin O'Neill, uit haar relatie met de Spaanse regisseur Carlos Saura.
Chaplin maakte in 1952 haar film- en acteerdebuut als een klein, niet bij naam genoemd meisje in haar vaders film Limelight. Sindsdien was ze meer dan tachtig keer op het witte doek te zien. Chaplin spreekt naast Engels ook vloeiend Spaans en Frans en heeft zodoende filmrollen in meerdere talen op haar cv. Ook in televisiefilms- en series trad zij veelvuldig op. Zo speelde zij Wallis Simpson, hertogin van Windsor, in het derde seizoen van de Netflixserie The Crown.

## Filmografie
*Exclusief 10+ televisiefilms
| - The Barefoot Emperor (2019) - Holy Beasts (2019) - Jurassic World: Fallen Kingdom (2018) - The Broken Key (2017) - Anchor and Hope (2017) - A Monster Calls (2016) - Seances (2016) - Ich und Kaminski (2015) - Marguerite et Julien (2015) - The Forbidden Room (2015) - Valentin Valentin (2014) - Dólares de arena (2014) - Amapola (2014) - Wax (2014) - The Impossible (2014) - Panzer Chocolate (2013) - Another Me (2013) - Tres60 (2013) - Un Amor de Película (2012) - Lo imposible (2012) - Memoria de mis putas tristes (2011) - Americano (2011) - Et si on vivait tous ensemble? (2011) - Le Moine (2011) - ¿Para qué sirve un oso? (2011) - There Be Dragons (2011) - La mosquitera (2010) - L'imbroglio nel lenzuolo (2010) - The Wolfman (2010) - The Making of Plus One (2010) - La isla interior (2009) - Imago mortis (2009) - Diario de una ninfómana (2008) - Ramírez (2008) - Inconceivable (2008) - Parlami d'amore (2008) - Los Totenwackers (2007) - Boxes (2007) - El orfanato (2007) - Teresa, el cuerpo de Cristo (2007) - Miguel y William (2007) - Parc (2007) - Melissa P. (2005) - BloodRayne (2005) - Oculto (2005) - Heidi (2005) - The Bridge of San Luis Rey (2004) - Hable con ella (2002) - Las caras de la luna (2002) - En la ciudad sin límites (2002) - ¿Tú qué harías por amor? (2001) - Beresina oder Die letzten Tage der Schweiz (1999) - To Walk with Lions (1999) - Finisterre, donde termina el mundo (1998) - Cousin Bette (1998) - Mother Teresa: In the Name of God's Poor (1997) - Crimetime (1996) - Os Olhos da Ásia (1996) - Jane Eyre (1996) - Home for the Holidays (1995) | - Para recibir el canto de los pájaros (1995) - Words Upon the Window Pane (1994) - A Foreign Field (1993) - The Age of Innocence (1993) - Chaplin (1992) - Zwischensaison (1992) - Buster's Bedroom (1991) - Y aquí no pasó nada (1991) - The Children (1990) - Gentille alouette (1990) - I Want to Go Home (1989) - The Return of the Musketeers (1989) - The Moderns (1988) - White Mischief (1988) - L'amour par terre (1984) - La vie est un roman (1983) - Casting (1982) - Les Uns et les Autres (1981) - The Mirror Crack'd (1980) - Le voyage en douce (1980) - La viuda de Montiel (1979) - Mamá cumple cien años (1979) - Mais où et donc Ornicar (1979) - L'adoption (1979) - A Wedding (1978) - Los ojos vendados (1978) - Remember My Name (1978) - Une page d'amour (1978) - Roseland (1977) - In memoriam (1977) - Elisa, vida mía (1977) - Welcome to L.A. (1976) - Scrim (1976) - Cría cuervos (1976) - Noroît (1976) - Nashville (1975) - The Four Musketeers (1974) - Sommerfuglene (1974) - The Three Musketeers (1973) - Verflucht, dies Amerika (1973) - Ana y los lobos (1973) - Le mariage à la mode (1973) - Nefertiti y Aquenatos (1973) - Innocent Bystanders (1972) - La casa sin fronteras (1972) - Z.P.G. (1972) - Sur un arbre perché (1971) - El jardín de las delicias (1970) - The Hawaiians (1970) - La madriguera (1969) - Stress-es tres-tres (1968) - Peppermint Frappé (1967) - Stranger in the House (1967) - J'ai tué Raspoutine (1967) - A Countess from Hong Kong (1967) - Andremo in città (1966) - Doctor Zhivago (1965) - Par un beau matin d'été (1965) - Dernier soir (1964) - Limelight (1952) |

- Bibsys: 98067130
- Biblioteca Nacional de España: XX1061471
- Bibliothèque nationale de France: cb13892380m (data)
- Catàleg d'autoritats de noms i títols de Catalunya: 981058518371406706
- CiNii: DA1323899X
- Gemeinsame Normdatei: 129215112
- International Standard Name Identifier: 0000 0001 2141 7161
- Library of Congress Control Number: no90011051
- MusicBrainz: bad7065c-e21f-4441-9026-e51a6c4df33f
- Nationale Bibliotheek van Tsjechië: js20030908007
- Nationale bibliotheek van Australië: 35365738
- Nationale Bibliotheek van Israël: 987007422630305171
- Nationale Bibliotheek van Polen: a0000003092448
- Nederlandse Thesaurus van Auteursnamen: 073158003
- SNAC: w6gm9dd4
- Système universitaire de documentation: 059676531
- Trove: 927031
- Virtual International Authority File: 84229951
- WorldCat: E39PBJbRdkx7t8txkGrM7mJ4bd